# Hesham Makabr
Hesham Makabr (ur. 30 kwietnia 2004) – jemeński judoka. Olimpijczyk z Paryża, gdzie zajął siedemnaste miejsce w wadze ekstralekkiej.
Uczestnik mistrzostw Azji w 2024 roku. 

## Letnie Igrzyska Olimpijskie 2024
| Konkurencja | Eliminacje              | Klas. końcowa |
| Konkurencja | Przeciwnik I            | Miejsce       |
| ----------- | ----------------------- | ------------- |
| 60 kg       | Ashley McKenzie (JAM) P | 17.           |